# Henry: Portrait of a Serial Killer
Henry: Portrait of a Serial Killer is een Amerikaanse speelfilm van John McNaughton uit 1986 van schrijver Richard Fire.
De film schetst een somber beeld van de Amerikaanse samenleving, waarin seriemoordenaars schijnbaar straffeloos hun gang kunnen gaan zolang ze voortdurend blijven zwerven en van strategie veranderen.

## Verhaal
Henry: Portrait of a Serial Killer vertelt het verhaal van een seriemoordenaar, gebaseerd op seriemoordenaar Henry Lee Lucas, die zijn slachtoffers met volstrekte willekeur selecteert. Henry (Michael Rooker) is een wandelende tijdbom, op scherp gesteld door een verknipte jeugd. Na gevangenisstraf te hebben uitgezeten voor de moord op zijn moeder reist Henry naar Chicago, waar hij met zijn vroegere celmaat Otis (Tom Towles) een reeks zinloze moorden pleegt. Intussen is Otis' zuster Becky (Tracy Arnold) op bezoek. Nietsvermoedend wordt zij verliefd op Henry.

## Rolverdeling
| Acteur               | Personage                 |
| -------------------- | ------------------------- |
| Michael Rooker       | Henry                     |
| Tom Towles           | Otis                      |
| Tracy Arnold         | Becky                     |
| Mary Demas           | Vermoord hoertje          |
| Anne Bartoletti      | Serveerster               |
| Elizabeth Kaden      | Vrouw van dood stel       |
| Ted Kaden            | Man van dood stel         |
| Denise Sullivan      | Drijvende vrouw           |
| Anita Ores           | warenhuis shopper #1      |
| Megan Ores           | warenhuis shopper #2      |
| Cheri Jones          | warenhuis shopper #3      |
| Monica Anne O'Malley | warenhuis slachtoffer     |
| Bruce Quist          | Echtgenoot                |
| Erzsebet Sziky       | Lifter                    |
| David Katz           | baas van Henry            |
| John Scafidi         | Kind met voetbal #1       |
| Benjamen Passman     | Kind met voetbal #2       |
| Flo Spink            | Vrouw in Cadillac         |
| Kurt Naebig          |                           |
| Kristin Finger       | Hoertje #2                |
| Lily Monkus          | Vrouw in Beauty Shop      |
| Ray Atherton         |                           |
| Eric Young           |                           |
| Rick Paul            | Schietpartij slachtoffer  |
| Peter Van Wagner     |                           |
| Tom McKearn          |                           |
| Frank Coronado       |                           |
| Lisa Temple          | Vermoorde familie - vrouw |
| Brian Graham         | Vermoorde familie - man   |
| Sean Ores            | Vermoorde familie - Zoon  |
| Pamela Fox           | Kapster                   |
| Waleed B. Ali        | Winkelbediende            |
| Donna Dunlap         | Honden uitlaatster        |
| Augie the Dog        | Delores                   |

## Achtergrond
- Bij het uitbrengen van de film, waren fictieve seriemoordenaars als Freddy Krueger (A Nightmare on Elm Street), Jason Voorhees (Friday the 13th) en Hannibal Lecter (The Silence of the Lambs) min of meer uitgegroeid tot volkshelden. In Henry: Portrait of a Serial Killer wordt op integere wijze een meer met de werkelijkheid overeenstemmend beeld geschetst.

## Trivia
- Hoofdrolspeler Michael Rooker debuteerde in Henry: Portrait of a Serial Killer op het witte doek.
- Ten tijde van de release werd Henry: Portrait of a Serial Killer door critici van over de hele wereld erkend als een moderne filmklassieker.
- De film is opgenomen in minder dan een maand, met een budget van ongeveer $110.000.
- De film werd niet vrijgegeven tot 1989 als gevolg van herhaalde meningsverschillen met de MPAA (Motion Picture Association of America) over de gewelddadige inhoud. De film werd uiteindelijk vrijgegeven zonder een beoordeling.
- de film werd in het Verenigd Koninkrijk tot 1993 tegengehouden. Na 1993 was de film in het Verenigd Koninkrijk te zien, waarbij de BBFC (British Board of Film Classification) twee minuten had weggesneden. Vanaf 2003 was de ongecensureerde versie daar te zien.